# Asian Five Nations 2010
L’Asian Five Nations 2010 (in inglese 2010 Asian Five Nations e, per esigenze di sponsorizzazione, 2010 HSBC Asian 5 Nations) fu la 3ª edizione dell'Asian Five Nations organizzato dall'ARFU, nonché in assoluto il 23º campionato asiatico di rugby a 15.
La prima divisione di tale torneo, il Top 5, funse da turno finale delle qualificazioni asiatiche alla Coppa del Mondo di rugby 2011.
La squadra campione asiatica, infatti, accedette direttamente alla competizione mentre la seconda classificata fu destinata a disputare i ripescaggi interzona per l'ultimo posto disponibile.
Il torneo vide per la terza volta consecutiva la vittoria del Giappone, al suo diciottesimo titolo assoluto di campione d'Asia, e la sua sesta qualificazione consecutiva alla Coppa del Mondo.
Secondo classificato, bissando l'impresa della stagione precedente, fu ancora il Kazakistan che così accedette per la prima volta ai ripescaggi interzona.
La competizione fu anche il canto del cigno della selezione del Golfo Persico, che in tale torneo disputò i suoi ultimi incontri, essendone stata decisa la soppressione da diversi mesi, e che chiuse la propria attività con una vittoria sulla Corea del Sud; quest'ultima fu condannata proprio da tale sconfitta alla retrocessione nella serie inferiore con una gara d'anticipo.
Dall'edizione successiva, a sostituire il Golfo Persico fu la neoformata nazionale degli Emirati Arabi Uniti.
Per quanto riguarda le divisioni inferiori, lo Sri Lanka guadagnò la promozione nel Top 5 2011, le Filippine avanzarono in prima divisione e l'Iran in seconda divisione; la Giordania, che in un test match organizzato a latere del Top 5 al Sevens di Dubai aveva tenuto a battesimo la neoistituita nazionale del Libano, fu promossa in terza divisione, proveniente dalla quarta istituita in tale edizione di torneo.
Detto altresì della retrocessione della Corea del Sud in prima divisione, Taipei cinese scese in seconda, la Cina continuò la sua discesa finendo in terza divisione e infine l'Indonesia in quarta.
La prima divisione si tenne a Singapore, la seconda a Delhi (India), la terza a Giacarta (Indonesia) e la quarta ad Alma Ata (Kazakistan); tutti e quattro i tornei si svolsero con gare a eliminazione diretta.
Infine, a Phnom Penh si tenne un torneo regionale a tre tra Cambogia, Brunei e Laos, vinto da quest'ultimo.
Per tutti i tornei a girone all'italiana il sistema di punteggio fu una variante di quello adottato dalle squadre dell'Emisfero Sud, vale a dire 5 punti (invece di 4) per la vittoria, 3 punti (invece di 2) per il pareggio, 0 punti per la sconfitta; un eventuale punto di bonus sia per avere realizzato almeno quattro mete in un incontro e un ulteriore eventuale punto di bonus per la sconfitta con sette o meno punti di scarto.

## Squadre partecipanti
| Top 5         | Divisione 1   | Divisione 2 | Divisione 3 | Divisione 4 | Divisioni regionali |
| ------------- | ------------- | ----------- | ----------- | ----------- | ------------------- |
| Corea del Sud | Malaysia      | Cina        | Guam        | Giordania   | Brunei              |
| Giappone      | Singapore     | Filippine   | Indonesia   | Mongolia    | Cambogia            |
| Golfo Persico | Sri Lanka     | India       | Iran        | Uzbekistan  | Laos                |
| Hong Kong     | Taipei cinese | Thailandia  | Pakistan    |             |                     |
| Kazakistan    |               |             |             |             |                     |

## Top 5
| Hong Kong 24 aprile 2010, ore 16 UTC+8 | Hong Kong | 32 – 8 | Corea del Sud | Hong Kong Stadium |

| Alma Ata 24 aprile 2010, ore 16 UTC+6 | Kazakistan | 43 – 28 | Golfo Persico | National University Stadium |

| Manama 30 aprile 2010, ore 19 UTC+4 | Golfo Persico | 16 – 9 | Hong Kong | Bahrain Rugby Club |

| Taegu 1º maggio 2010, ore 14:05 UTC+9 | Corea del Sud | 13 – 71 | Giappone | Gyeongsang Rugby Stadium\| Arbitro: \| Scott Herbert \| |
| Arbitro:                              | Scott Herbert |         |          |                                                         |

| Hong Kong 8 maggio 2010, ore 16 UTC+8 | Hong Kong | 19 – 5 | Kazakistan | Hong Kong Stadium |

| Tokyo 8 maggio 2010, ore 14:05 UTC+9 | Giappone    | 60 – 5 | Golfo Persico | Stadio Principe Chichibu (5 328 spett.)\| Arbitro: \| Harry Mason \| |
| Arbitro:                             | Harry Mason |        |               |                                                                      |

| Dubai 14 maggio 2010, ore 19 UTC+4 | Golfo Persico | 21 – 19 | Corea del Sud | The Sevens |

| Tokyo 14 maggio 2010, ore 14 UTC+9 | Giappone        | 101 – 7 | Kazakistan | Stadio Principe Chichibu (6 243 spett.)\| Arbitro: \| Anthony Lothian \| |
| Arbitro:                           | Anthony Lothian |         |            |                                                                          |

| Tokyo 22 maggio 2010, ore 14:05 UTC+9 | Giappone    | 94 – 5 | Hong Kong | Stadio Principe Chichibu (9 406 spett.)\| Arbitro: \| Harry Mason \| |
| Arbitro:                              | Harry Mason |        |           |                                                                      |

| Incheon 22 maggio 2010, ore 14 UTC+9 | Corea del Sud | 25 – 32 | Kazakistan | Munhak Stadium |

### Classifica
|  | Squadra       | G | V | N | P | P+  | P-  | diff. | B | PT |
|  | ------------- | - | - | - | - | --- | --- | ----- | - | -- |
|  | Giappone      | 4 | 4 | 0 | 0 | 326 | 30  | +296  | 4 | 24 |
|  | Kazakistan    | 4 | 2 | 0 | 2 | 94  | 173 | -79   | 3 | 13 |
|  | Hong Kong     | 4 | 2 | 0 | 2 | 65  | 133 | -68   | 2 | 12 |
|  | Golfo Persico | 4 | 2 | 0 | 2 | 70  | 128 | -58   | 0 | 10 |
|  | Corea del Sud | 4 | 0 | 0 | 4 | 65  | 156 | -89   | 3 | 3  |

## 1ª divisione
|  | Semifinali    | Semifinali    | Semifinali |           |           | Finale          | Finale          | Finale          |  |
|  |               |               |            |           |           |                 |                 |                 |  |
|  | Sri Lanka     | Sri Lanka     | 37         |           |           |                 |                 |                 |  |
|  | Sri Lanka     | Sri Lanka     | 37         |           |           |                 |                 |                 |  |
|  | Taipei cinese | Taipei cinese | 7          |           |           |                 |                 |                 |  |
|  | Taipei cinese | Taipei cinese | 7          |           | Singapore | Singapore       | 16              |                 |  |
|  |               |               |            |           | Singapore | Singapore       | 16              |                 |  |
|  |               |               | Sri Lanka  | Sri Lanka | 23        |                 |                 |                 |  |
|  | Singapore     | Singapore     | Sri Lanka  | Sri Lanka | 23        | 22              |                 |                 |  |
|  | Singapore     | Singapore     |            |           |           | 22              |                 |                 |  |
|  | Malaysia      | Malaysia      | 20         |           |           | Finale 3º posto | Finale 3º posto | Finale 3º posto |  |
|  | Malaysia      | Malaysia      | 20         |           |           |                 |                 |                 |  |
|  |               |               |            |           |           |                 |                 |                 |  |
|  |               |               |            |           |           | Malaysia        | Malaysia        | 35              |  |
|  |               |               |            |           |           | Malaysia        | Malaysia        | 35              |  |
|  |               |               |            |           |           | Taipei cinese   | Taipei cinese   | 8               |  |

## 2ª divisione
|  | Semifinali | Semifinali | Semifinali |           |       | Finale          | Finale          | Finale          |  |
|  |            |            |            |           |       |                 |                 |                 |  |
|  | India      | India      | 94         |           |       |                 |                 |                 |  |
|  | India      | India      | 94         |           |       |                 |                 |                 |  |
|  | Cina       | Cina       | 0          |           |       |                 |                 |                 |  |
|  | Cina       | Cina       | 0          |           | India | India           | 12              |                 |  |
|  |            |            |            |           | India | India           | 12              |                 |  |
|  |            |            | Filippine  | Filippine | 34    |                 |                 |                 |  |
|  | Thailandia | Thailandia | Filippine  | Filippine | 34    | 33              |                 |                 |  |
|  | Thailandia | Thailandia |            |           |       | 33              |                 |                 |  |
|  | Filippine  | Filippine  | 53         |           |       | Finale 3º posto | Finale 3º posto | Finale 3º posto |  |
|  | Filippine  | Filippine  | 53         |           |       |                 |                 |                 |  |
|  |            |            |            |           |       |                 |                 |                 |  |
|  |            |            |            |           |       | Cina            | Cina            | 3               |  |
|  |            |            |            |           |       | Cina            | Cina            | 3               |  |
|  |            |            |            |           |       | Thailandia      | Thailandia      | 56              |  |

## 3ª divisione
|  | Semifinali | Semifinali | Semifinali |          |      | Finale          | Finale          | Finale          |  |
|  |            |            |            |          |      |                 |                 |                 |  |
|  | Guam       | Guam       | 11         |          |      |                 |                 |                 |  |
|  | Guam       | Guam       | 11         |          |      |                 |                 |                 |  |
|  | Iran       | Iran       | 44         |          |      |                 |                 |                 |  |
|  | Iran       | Iran       | 44         |          | Iran | Iran            | 19              |                 |  |
|  |            |            |            |          | Iran | Iran            | 19              |                 |  |
|  |            |            | Pakistan   | Pakistan | 6    |                 |                 |                 |  |
|  | Pakistan   | Pakistan   | Pakistan   | Pakistan | 6    | 13              |                 |                 |  |
|  | Pakistan   | Pakistan   |            |          |      | 13              |                 |                 |  |
|  | Indonesia  | Indonesia  | 11         |          |      | Finale 3º posto | Finale 3º posto | Finale 3º posto |  |
|  | Indonesia  | Indonesia  | 11         |          |      |                 |                 |                 |  |
|  |            |            |            |          |      |                 |                 |                 |  |
|  |            |            |            |          |      | Guam            | Guam            | 49              |  |
|  |            |            |            |          |      | Guam            | Guam            | 49              |  |
|  |            |            |            |          |      | Indonesia       | Indonesia       | 12              |  |

## 4ª divisione
|  | Semifinali | Semifinali | Semifinali |            |           | Finale    | Finale | Finale |  |
|  |            |            |            |            |           |           |        |        |  |
|  | Giordania  | Giordania  | 29         |            |           |           |        |        |  |
|  | Giordania  | Giordania  | 29         |            |           |           |        |        |  |
|  | Mongolia   | Mongolia   | 21         |            |           |           |        |        |  |
|  | Mongolia   | Mongolia   | 21         |            | Giordania | Giordania | 28     |        |  |
|  |            |            |            |            | Giordania | Giordania | 28     |        |  |
|  |            |            | Uzbekistan | Uzbekistan | 3         |           |        |        |  |

## Divisione regionale
| Data      | Incontro          | Risultato | Sede       |
| --------- | ----------------- | --------- | ---------- |
| 20-6-2010 | Cambogia ― Brunei | 9-10      | Phnom Penh |
| 23-6-2010 | Laos ― Brunei     | 23-5      | Phnom Penh |
| 26-6-2010 | Cambogia ― Laos   | 3-12      | Phnom Penh |

|  | Classifica | G | V | N | P | P+ | P- | diff. | B | PT |
|  | ---------- | - | - | - | - | -- | -- | ----- | - | -- |
|  | Laos       | 2 | 2 | 0 | 0 | 35 | 8  | +27   | 0 | 5  |
|  | Brunei     | 2 | 1 | 0 | 1 | 15 | 32 | -17   | 0 | 2  |
|  | Cambogia   | 2 | 0 | 0 | 2 | 12 | 22 | -10   | 0 | 0  |